# Villanueva del Campillo
Villanueva del Campillo  és un municipi de la província d'Àvila, a la comunitat autònoma de Castella i Lleó. Limita a l'est amb Vadillo de la Sierra, al sud amb Villatoro i Casas del Puerto, a l'oest amb Bonilla de la Sierra i Tórtoles i al nord amb Cabezas del Villar.

## Demografia
| 1991 | 1996 | 2001 | 2004 |
| ---- | ---- | ---- | ---- |
| 247  | 225  | 198  | 175  |